# Corse (Gloucestershire)
Corse è un villaggio e parrocchia civile dell'Inghilterra, appartenente alla contea del Gloucestershire.